# Myrmekit
Myrmekit (från grekiskans myrmekia - vårta) är inom geologin en i halvrunda eller skorpliknande partier förekommande mikropegmatitisk sammanväxning av stänglar av kvarts och plagioklas, vilka uppträda på individer av kalifältspater i djupbergarter och i kristalliniska skiffrar.